# Megalepthyphantes auresensis
Megalepthyphantes auresensis är en spindelart som beskrevs av Robert Bosmans 2006. Megalepthyphantes auresensis ingår i släktet Megalepthyphantes och familjen täckvävarspindlar.
Artens utbredningsområde är Algeriet. Inga underarter finns listade i Catalogue of Life.